# Vazella
Vazella is een geslacht van sponsdieren uit de klasse van de Hexactinellida.

## Soort
- Vazella pourtalesii (Schmidt, 1870)